# Cova de Pech Merle

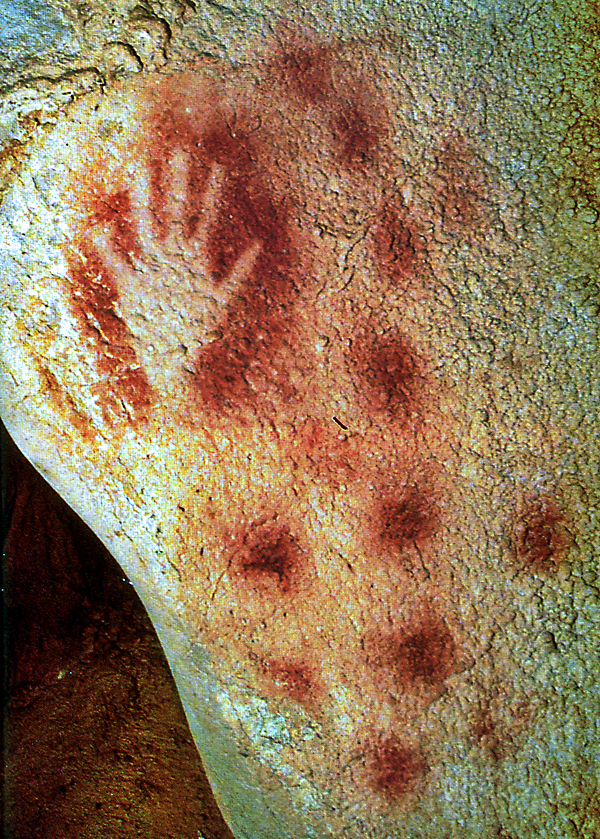
Mà «en negatiu» i punts vermells a la cova de Pech Merle

La cova de Pech Merle (en occità Cauna del Puèg Mèrle) és una cova ornamentada amb pintures de la prehistòria. Està situada a la comuna de Cabrerets (Carcí) en un puig (puèg en occità) que domina les valls del riu Sagne i Cele a Carcí. Henri Breuil es va referir a la cova de Pech Merle com «la Capella Sixtina d'Òlt».

## Història
Encara que la gruta de Pech Merle era coneguda pels vilatans no va ser sinó fins al cap de successives exploracions que es van revelar tots els seus secrets.
La primera sala, anomenada "habitació vermella" a causa dels seus concrecions vermelloses, va ser explorada entre 1906 i 1914 per Henri Redon, un estudiant de medicina a París, acompanyat pel seu cosí el senyor Touzery '.
El 4 de setembre 1922 l'espeleòleg André David, acompanyat per la seva germana Martha i Henri Dutertre, va descobrir l'anomenada "cova decorada". Més tard, la gruta va ser estudiada per
Amédée Lemozi; André Leroi-Gourhan i Michel Lorblanchet.
El 1949, André David va descobrir la Xarxa de Combel i Amédée Lemozi estudiar les pintures descobertes a la xarxa.
La gruta és considerada monument històric de França i representa un dels llocs més importants de l'art paleolític a Europa.

## L'art de Pech Merle

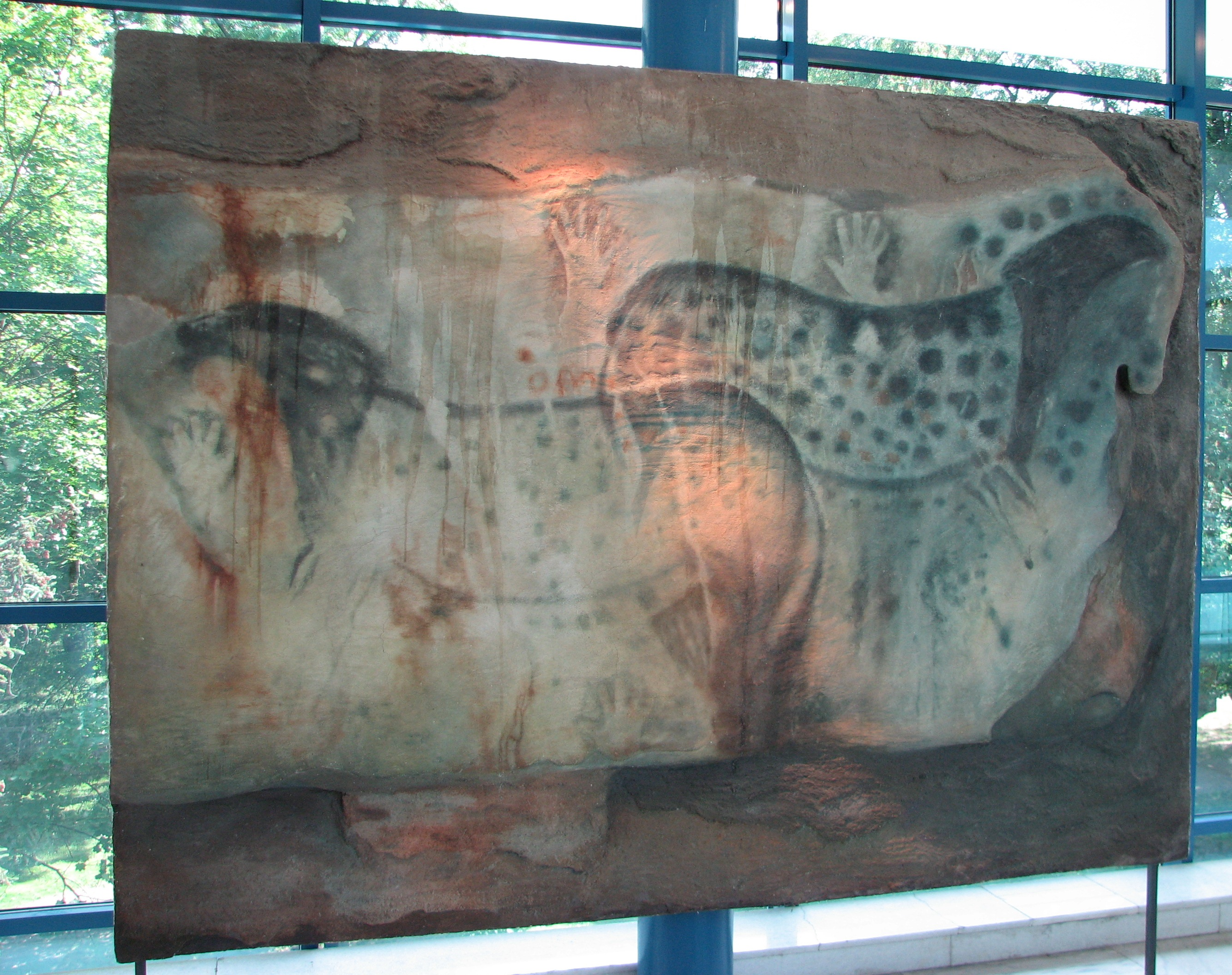
Reproducció de mans i d'un cavall pintats sobre els murs de la cova de Pech Merle al museu de Brno, a la República Txeca

La cova té dos subconjunts situats a banda i banda de l'entrada:
- A l'est són visibles els punts vermells, cavalls, un felí i dins d'un diverticule anomenat us Combel, tres figures imaginàries evoquen els cérvols Megaloceros.
- A l'oest es troba una xarxa més àmplia i més rica. S'inclou una composició anomenada frise noire que combina un cavall, un bisó i un mamut, així com «mans en negatiu». Aquesta complexa composició es va dur a terme probablement en diverses etapes. Inclou dos cavalls, un dirigit a l'esquerra, i l'altre a la dreta, acompanyat de sis mans negatives, signes i punts. Així mateix, un gran peix traçat amb una prima línia vermella se superposa sobre el cavall de la dreta.

Això ha estat objecte de datació directa mitjançant carboni 14, donant com a resultat uns 25,000 anys d'antiguitat. Aquesta datació es correspon amb el període Gravetià, que és compatible amb elements com les mans negatives. No obstant això, és possible que algunes de les pintures i gravats de Pech Merle siguin d'una data posterior, com el període Magdalenià.

## L'àrea de les «dones bisó»
André Leroi-Gourhan considera els bisons i els urs dibuixats a la cova com símbols femenins. Per aquesta afirmació, es basa en un dibuix on l'evocació d'una silueta femenina de color vermell fa una transició gradual des dels dibuixos de bisons. Com expressa l'autor: "«... la permutació de les formes en què les línies verticals, després de convertir-se en bisó, suggereixen una figura femenina amb les seves potes davanteres. «No es pot imaginar una il·lustració més eloqüent que la propera assimilació dels dos símbols en la" sèrie "femenina".
Michel Lorblanchet considera les «dones-bisons» d'André Leroi-Gourhan com dones estilitzades, però planteja que «assimilar suplementàriament a animals no és possible."
Altres autors han considerat les dones-bisó emparentades amb les «dones-mamuth». o com la il·lustració d'un antic mite de la dona-cigne, on l'au substitueix el bisó.

## Visites
Tot i que el nombre de visitants diaris està limitat a 700, Pech Merle és una de les més importants coves d'art paleolític que està oberta al públic. Al lloc, el Museu de Prehistòria Amédée Lemozi completa la visita de la cova. Molts investigadors s'estudiaran les col·leccions del museu, ja que proporcionen una visió general de la prehistòria regional.
El 2006, 72.000 persones van visitar la cova